# Kościół Bożego Ciała w Szklarskiej Porębie
Kościół Bożego Ciała w Szklarskiej Porębie – rzymskokatolicki kościół parafialny należący do dekanatu Szklarska Poręba diecezji legnickiej.

## Historia
Jest to świątynia wybudowana w stylu neoromańskim w latach 1884-1886, poświęcono ją w dniu 8 września 1887 roku. Budowla została ufundowana przez właściciela Cieplic Śląskich-Zdroju, Schaffgotscha, który wypełnił tym samym wcześniej złożony ślub.
Od października 1945 roku opiekę nad świątynią sprawują franciszkanie konwentualni z krakowskiej prowincji. W latach pięćdziesiątych XX wieku kościół został wymalowany. Nieco później została w nim umieszczonych kilka obrazów namalowanych przez mieszkającego w Szklarskiej Porębie artystę malarza, Wlastimila Hofmana, m.in. znajdujący się w ołtarzu głównym Chrystus z Eucharystią na tle Szrenicy

## Wyposażenie
W kościele jest umieszczony obraz Matki Bożej Nieustającej Pomocy, poświęcony przez papieża Piusa X.

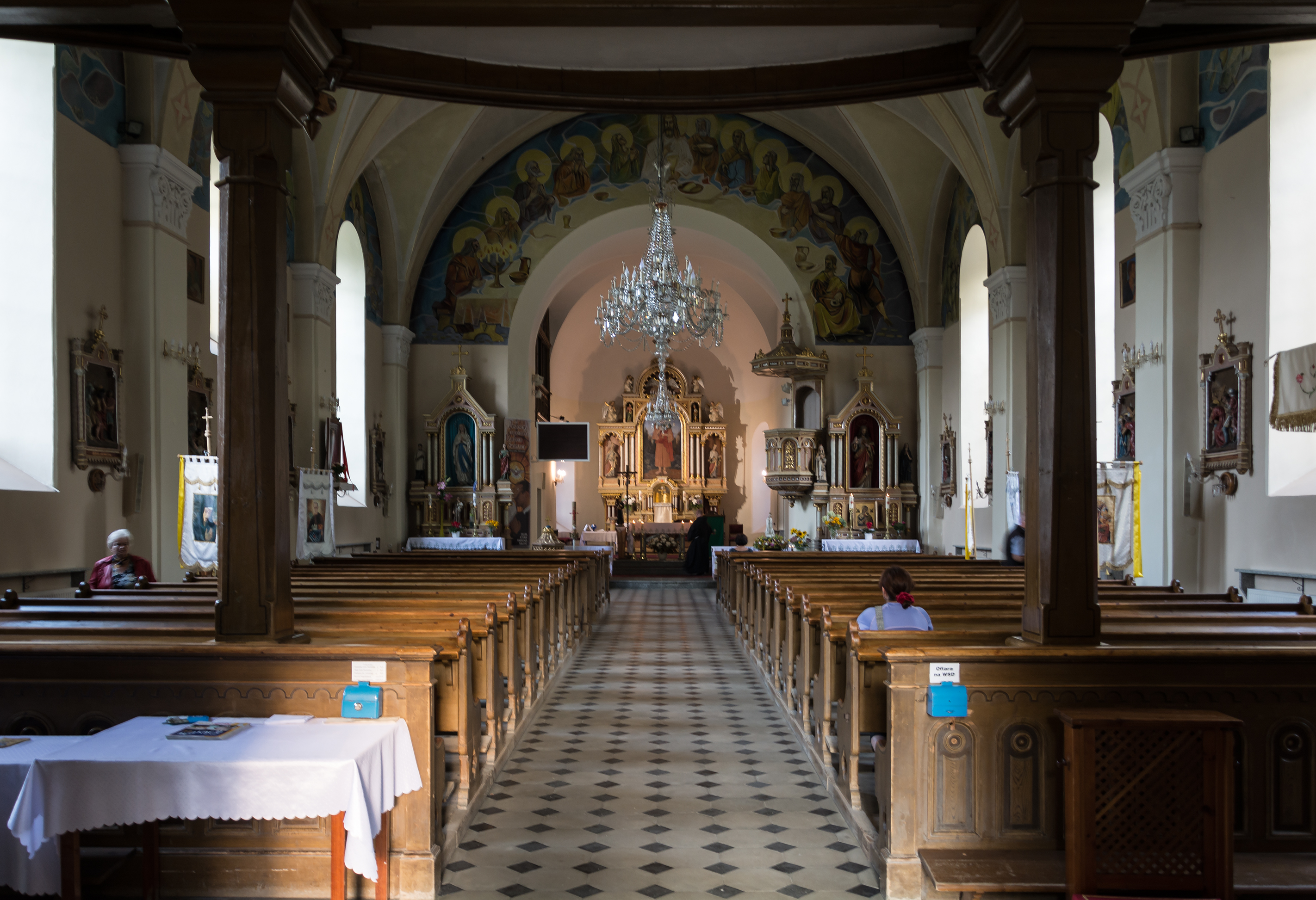
Wnętrze świątyni